# Taperina lutea
Taperina lutea is een hooiwagen uit de familie Sclerosomatidae.